# پیج گرکو
پیج گرکو (انگلیسی: Paige Greco؛ زادهٔ ۱۹ فوریهٔ ۱۹۹۷) ورزشکار ورزش دوچرخه‌سواری اهل استرالیا است.
وی در مسابقات کشوری و بین‌المللی در مجموع برندهٔ ۵ مدال طلا، ۱ مدال نقره، ۴ مدال برنز شده‌است.